# Northrop F-20 Tigershark
Northrop F-20 Tigershark (Cá Mập Hổ) - tên khởi đầu là F-5G - là một máy bay tiêm kích được thiết kế và chế tạo bằng kinh phí riêng của hãng Northrop Hoa Kỳ bắt đầu từ năm 1975, được chào bán trong thập niên 1980 và cuối cùng chính thức kết thúc vào đầu thập niên 1990.
Khởi đầu là một phiên bản cải tiến của chiếc F-5 Freedom Fighter/Tiger II, nhưng F-20 chia sẻ rất ít các thành phần chung với kiểu máy bay đó.

## Lịch sử
Tên ban đầu là F-5G được Không quân Hoa Kỳ chấp thuận vào tháng 5 năm 1981. Năm 1982, đề nghị đổi tên thành F-20 bị từ chối vào. Thay vào đó, Không quân đã đề nghị tên F-19, nhưng hoàn toàn không được sử dụng. Cuối cùng, Không quân Mỹ chấp nhận tên F-20 vào tháng 11-1982 và bổ sung thêm tên lóng Tigershark (Cá Mập Hổ) vào tháng 3 năm 1983.
Cải tiến chủ yếu là thay thế hai động cơ General Electric J85 của F-5 bằng một động cơ turbo phản lực General Electric F404 (giống loại động cơ trang bị cho F/A-18 Hornet để gia tăng lực đẩy toàn phần lên 60%. Giống như F-5, F-20 là loại máy bay tiêm kích giá rẻ, tính năng cao, dễ bảo trì. Nó có thể đạt được tốc độ Mach 2,1 và có tầm bay tối đa 2.760 km (1.715 dặm); được trang bị radar General Electric AN/APG-67 có hiệu năng tốt hơn radar Emerson AN/APQ-159 nguyên thủy trên chiếc F-5E/F.
F-20 bay chuyến bay đầu tiên vào ngày 30 tháng 8 năm 1982, và tổng cộng có 3 kiểu mẫu tiền sản xuất được chế tạo. Kiểu máy bay này được dự tính sẽ chào bán cho quân đội các nước đồng minh, nhưng nó đã không có thị trường, vì Tổng thống Ronald Reagan đã dỡ bỏ những hạn chế cung cấp những kiểu máy bay tiêm kích như F-16 Fighting Falcon đến các nước khác. Thêm vào đó, trong năm 1986, chính phủ Hoa Kỳ đã không đặt hàng kiểu máy bay này, mà chọn F-16 làm máy bay thay thế để trang bị cho Không lực Vệ binh Quốc gia, đã ảnh hưởng mạnh đến quyết định của các nước không mua F-20. Không quân Pakistan đã được chào mời F-20 và A-10 Thunderbolt II, nhưng họ đã chọn F-16 vì cho rằng sẽ được một số lợi điểm về kỹ thuật.

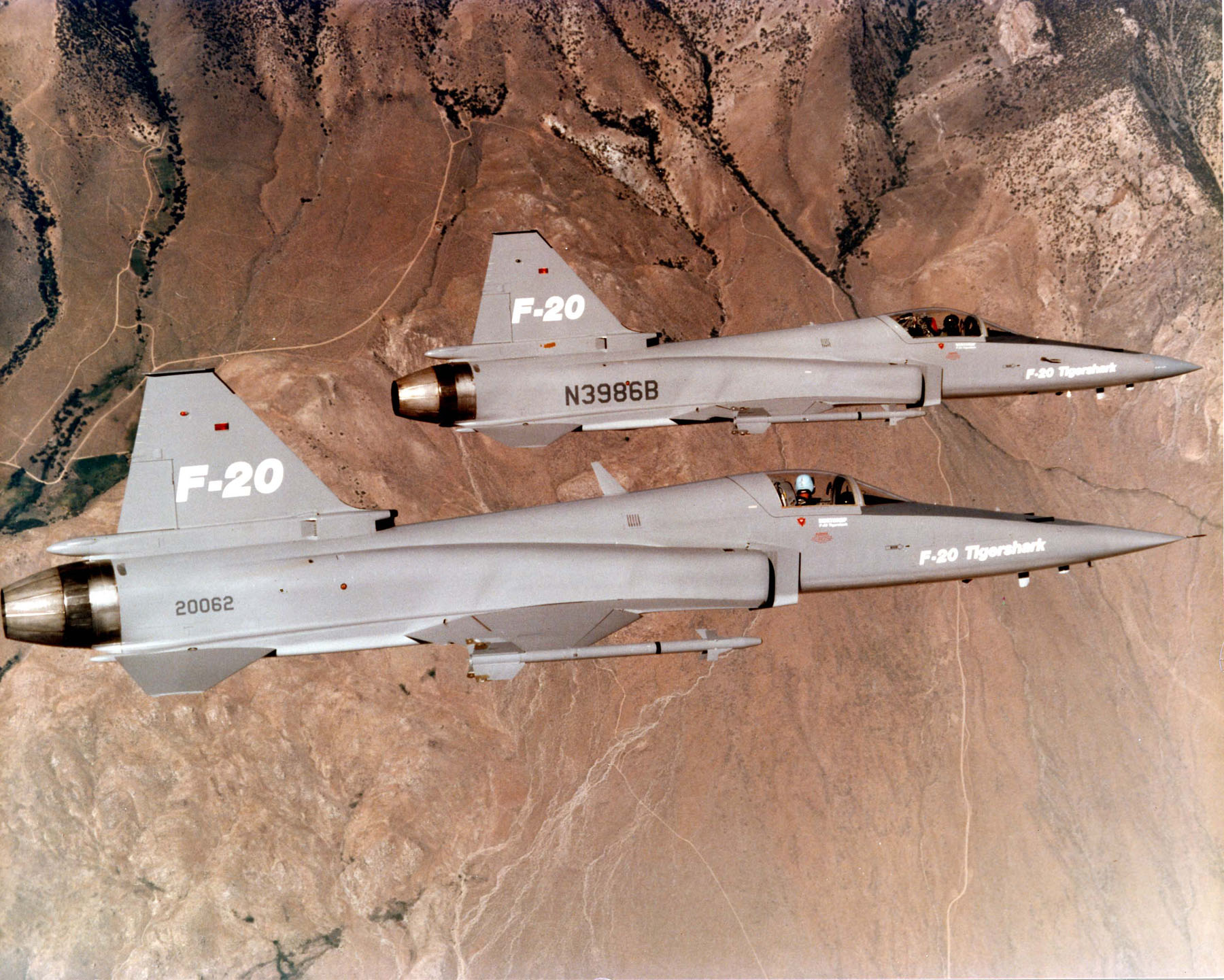
2 chiếc F-20 Tigershark đang bay

Sau 6 năm không chào mời được một khách hàng đáng kể nào, hãng Northrop cho ngừng chương trình tiêu tốn 1,2 tỉ Đô la Mỹ. Người ta có cảm giác là Không lực Hoa Kỳ đã lơ là kiểu máy bay này do việc phát triển không bình thường ít bị chi phối bởi sự kiểm soát của Không lực Mỹ. Lực lượng không quân nước nào có khả năng mua F-20 đã chuyển sang mua F-16, trong khi các nước không đủ khả năng đã mua F-5E/F Tiger II rẻ hơn hay MiG-21 của Nga. Trong khi tính năng của F-20 tương đương với F-16 (lô 1/5/10) và trội hơn so với phiên bản F-16/79 xuất khẩu, khung sườn của nó thực sự không còn khả năng cải tiến vì dựa trên thiết kế đã cũ trên 20 năm với những giới hạn của nó. Khung cánh thấp và hệ thống càng đáp gắn vào cánh đã hạn chế số lượng và trọng lượng vũ khí mang trên cánh (4 đế trên F-20 so với 6 đế trên F-16). F-16 là kiểu máy bay hoàn toàn mới chưa tận dụng hết những đặc tính thiết kế của nó. Nguồn tin nội bộ trong nhóm thiết kế F-20 đã cho rằng Không lực Hoa Kỳ gây ảnh hưởng đến quân đội các nước ngoài để mua F-16, nhằm làm cho nguồn linh kiện thay thế dồi dào hơn.
Chiếc F-20 cuối cùng đang được trưng bày tại Trung tâm Khoa học California. Hai chiếc kiểu mẫu tiền sản xuất còn lại đã bị mất trong những chuyến đi thao diễn tại các nước, đều do lỗi của phi công điều khiển mà không liên quan gì đến hoạt động của máy bay.
Phi công thử nghiệm kỳ cựu Chuck Yeager, vốn là phát ngôn viên của hãng Northrop trong giai đoạn phát triển chiếc F-20, thường xuyên xuất hiện trong các buổi trình diễn và quảng cáo.

## Các thương vụ tiềm năng
Mặc dù không bán được chiếc nào, F-20 đã được nhận xét đánh giá và suýt được mua bán. Nhiều nước cuối cùng đã chọn mua F-16 Fighting Falcon, nhờ vào việc nới lỏng giới hạn xuất khẩu (như trường hợp Venezuela, vốn đã định mua F-20). Đài Loan là trường hợp tương tự, khi mà dự án thầu sản xuất theo giấy phép nhượng quyền bị ngăn chặn bởi chính quyền Mỹ vì những lý do chính trị. Đài Loan đã sử dụng F-16 và phát triển chiếc AIDC F-CK-1 Ching-kuo của riêng mình. Thụy Điển là một thất bại khác, khi chiếc 'F-5S' (một phiên bản F-20 dành riêng cho Thụy Điển) bị bỏ qua để dành ưu tiên phát triển chiếc máy bay tiêm kích JAS 39 Gripen của họ. Dù sao Thụy Điển vẫn trang bị cho Gripen kiểu động cơ RM12 cải tiến từ động cơ F404 của F-20. Các thương lượng trong năm 1985 nhằm cung cấp 20 chiếc F-20 cho Không lực Hoàng gia Maroc vốn có phi đội máy bay tiêm kích quá cũ hay bị bắn rơi, nhưng việc đặt hàng bị hủy bỏ và kết thúc thương lượng. F-20 cũng được chào hàng cho Ấn Độ trong thập niên 1990. Máy bay này cũng được giới thiệu cho một số nhiệm vụ tại Mỹ trong thời kỳ đó nhưng không đạt được kết quả nào (một lần nữa F-16 được chọn cho một số trong các vai trò đó).
Những nỗ lực nhằm tiếp thị chiếc F-20 cho Hàn Quốc đã gây ra xì-căng-đan hối lộ đưa đến sự từ chức của Chủ tịch Northrop là Thomas V. Jones vào năm 1989 .

## Đặc điểm kỹ thuật(F-20)

### Đặc điểm chung
- Đội bay: 01 người
- Chiều dài: 14,2 m (46 ft 6 in)
- Sải cánh: 8,1 m (26 ft 8 in)
- Chiều cao: 4,2 m (13 ft 10 in)
- Diện tích bề mặt cánh: 17 m² (186 ft²)
- Trọng lượng không tải: 5.090 kg (11.220 lb)
- Trọng lượng có tải: 6.830 kg (15.060 lb)
- Trọng lượng cất cánh lớn nhất: 11.920 kg (26.290 lb)
- Động cơ: 01 động cơ General Electric F404-GE-100, lực đẩy 76 kN (17.000 lbf)

### Đặc tính bay
- Tốc độ lớn nhất: 2,1 Mach
- Tầm bay tối đa: 2.760 km (1.490 nmi; 1.715 mi)
- Bán kính chiến đấu: 555 km (300 nmi; 345 mi)
- Trần bay: 16.800 m (55.000 ft)
- Tốc độ lên cao: 255 m/s (50.030 ft/min)
- Lực nâng của cánh: 395 kg/m² (81,0 lb/ft²)
- Tỉ lệ lực đẩy/khối lượng: 1,13

### Vũ khí
- 2 × pháo M39 20 mm (0,787 in)
- 2 x Tên lửa đối không AIM-9X Sidewinder
- 5 x Đế gắn vũ khí, mang tối đa 3.600 kg (8.000 lb)

## Nội dung liên quan

### Máy bay có cùng sự phát triển
- Northrop F-5
- T-38 Talon
- YF-17 Cobra

### Máy bay có tính năng tương đương
- AIDC F-CK-1 Ching-kuo
- F-16 Fighting Falcon
- HAL Tejas
- JF-17 Thunder

### Danh sách tiếp nối
- Với tên gọi F-5G: F-2 - F-3 - F-4 - F-5G - F-6 - F-7 - F-8
- Với tên gọi F-20: YF-17 - F/A-18 - F-19 - F-20 - F-21 - F-22 - YF-23